# Lituania en el Festival de la Canción de Eurovisión Junior
Lituania fue uno de los países que debutó en el V Festival de Eurovisión Junior en 2007.
Su puntuación media hasta su retiro es de 64 puntos.

## Participación
| 2007                           | Rótterdam | Lina Joy         | «Kai miestas snaudžia» | 13 | 33  |
| 2008                           | Limassol  | Eglė Jurgaitytė  | «Laiminga diena»       | 3  | 103 |
| No participó en 2009           |           |                  |                        |    |     |
| 2010                           | Minsk     | Nojus Bartaškas  | «Oki doki»             | 6  | 67  |
| 2011                           | Ereván    | Paulina Skrabytė | «Debesys»              | 10 | 53  |
| No participó entre 2012 y 2024 |           |                  |                        |    |     |

## Votaciones
Lituania ha dado más puntos a...
| N.º | País                | Pts |
| --- | ------------------- | --- |
| 1   | Georgia             | 46  |
| 2   | Rusia               | 32  |
| 3   | Bielorrusia         | 27  |
| 4   | Ucrania             | 18  |
| 5   | Suecia              | 16  |
| 6   | Macedonia del Norte | 15  |
| 6   | Letonia             | 15  |
| 7   | Países Bajos        | 13  |
| 8   | Bélgica             | 12  |
| 8   | Serbia              | 12  |
| 9   | Malta               | 10  |
| 10  | Armenia             | 7   |

Lituania ha recibido más puntos de...
| N.º | País                | Pts |
| --- | ------------------- | --- |
| 1   | Georgia             | 40  |
| 2   | Macedonia del Norte | 24  |
| 3   | Serbia              | 19  |
| 4   | Bielorrusia         | 17  |
| 5   | Rusia               | 15  |
| 6   | Bélgica             | 14  |
| 7   | Países Bajos        | 12  |
| 7   | Ucrania             | 12  |
| 7   | Letonia             | 12  |
| 8   | Malta               | 10  |
| 9   | Moldavia            | 8   |
| 9   | Rumania             | 8   |
| 10  | Armenia             | 6   |

## Portavoces
| Año  | Portavoz                | 12 Puntos   |
| ---- | ----------------------- | ----------- |
| 2011 | Dominykas Zvirblis      | Georgia     |
| 2010 | Bernadras Garbaciauskas | Georgia     |
| 2008 | Lina Joy                | Georgia     |
| 2007 | Indre Grikstelyte       | Bielorrusia |

- Datos: Q252870
- Multimedia: Lithuania in the Junior Eurovision Song Contest / Q252870